# کاروانسرای بنارویه
کاروانسرای بنارویه بنایی تاریخی واقع در روستای بنارویه از توابع شهرستان لارستان در جنوب استان فارس، یکی از نقاط دیدنی استان فارس در جنوب ایران است. این بنا یکی از کاروانسراهای شهرستان لار است که در ناحیه بنارویه و در پشت مسجد امامزاده امیراحمد واقع شده‌است. این کاروانسرا به دستور مادر «حاکم عوض بیگ» یکی از حکمرانان لار ساخته شده و به نام او وقف شده‌است. این کاروانسرا از سنگ ساخته شده و دارای ۲۸ حجره می‌باشد. براساس اشعاری که بر روی دیوارهای آن نگاشته شده، این کاروانسرا در تاریخ ۱۰۸۵ه.. ق ساخته شده‌است. این کاروانسرا در تاریخ ۲۳/۱۱/۱۳۸۰ با شماره ۴۷۰۸ در فهرست آثار ملی ایران به ثبت رسید.